# Nikolaï Gay
Pour les personnalités ayant le même nom de famille, voir Gay.
Nikolaï Nikolaïevitch Gay (en russe : Николай Николаевич Ге), né le 27 février 1831 à Voronej en Russie et décédé le 13 avril 1894 dans le khoutor Ivanovski, actuellement Chevtchenko (ru), oblast de Tchernihiv, en Ukraine, est un peintre russe réaliste de la génération des Ambulants. Il est renommé pour ses travaux aux thèmes historiques et religieux. C'était pourtant un orthodoxe fort peu pratiquant, mais ses œuvres sont profondément marquées par la morale et la spiritualité chrétiennes. Sous l'influence de l'écrivain progressiste Léon Tolstoï, il consacra les dernières années de sa vie à une série sur la Passion du Christ.

## Biographie

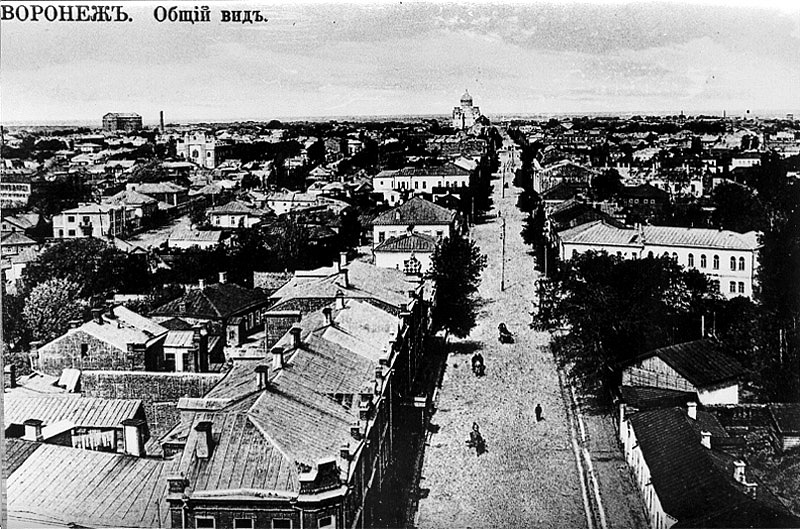
Vue de Voronej.

Nikolaï Gay naquit à Voronej au sein d'une famille noble russe d'origine française. Son grand-père avait émigré en Russie au XVIIIe siècle. Ses parents décédèrent quand il était encore enfant. Nikolaï fut élevé par le serf infirmier de la famille. Il termina ses études au Gymnasium de Kiev et suivit des études au département de mathématiques et de physique de l'Université de Saint-Pétersbourg et de l'Université de Kiev.
En 1850, il renonça à une carrière scientifique et entra à l'Académie impériale des beaux-arts de Saint-Pétersbourg. Il étudia à l'académie en suivant l'enseignement du peintre historique Piotr Bassine (ru) jusqu'en 1857. Il acheva ses études à l'académie en 1857, récompensé d'une médaille d'or pour sa peinture de La Sorcière d'Endor appelant l'Esprit du Prophète Samuel. Selon Nikolaï Gay lui-même, durant cette période il fut fortement influencé par Karl Briullov.
Sa médaille d'or lui permit d'obtenir une bourse et de suivre des études à l'étranger. Il visita l'Allemagne, la Suisse, la France et en 1860 s'installa en Italie. À Rome, il rencontra Alexandre Andreïevitch Ivanov qui l'influença aussi fortement.

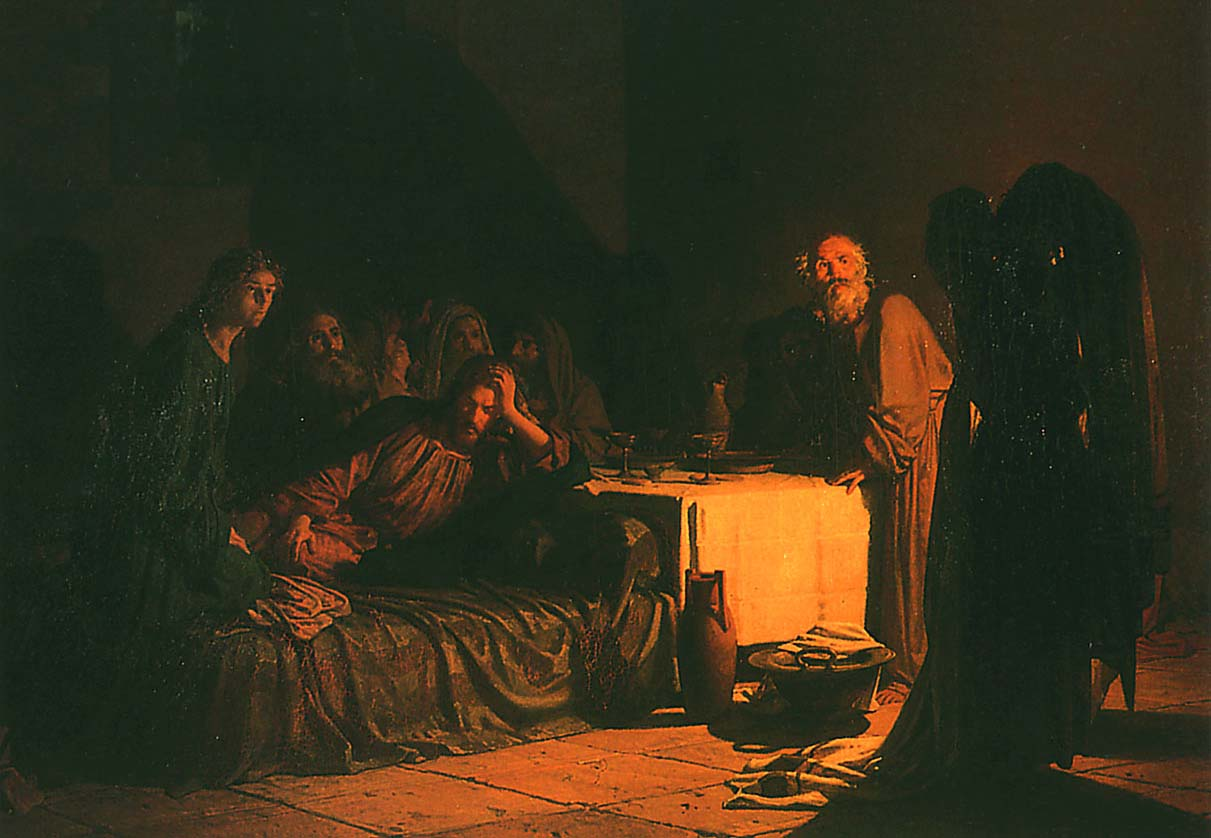
La Cène, 1861
Musée russe, Saint-Pétersbourg

En 1861 Nicolaï peignit la Cène ; en 1863 il emporta la peinture avec lui à Saint-Pétersbourg. Gay a donné sa propre interprétation d'un sujet classique — Sa peinture allait à l'encontre de la vision picturale classique développée par les artistes. Le tableau, acheté par le tsar Alexandre II, fit si forte impression que Nicolaï Gay fut nommé professeur à l'Académie Impériale des Arts.
En 1864, il se rendit à Florence, où il devint l'ami d'Alexandre Herzen, auteur russe pro-occidental, dont il fit le portrait. À cette époque, l'homme de lettres russe était désillusionné par la vie politique et sociale en Europe occidentale mais, privé du droit de retourner en Russie, il dut vivre en exil.
La même année, il peignit aussi les Messagers de la Résurrection et la première version du Christ au Mont des Oliviers. Ces nouvelles œuvres religieuses ne connurent pas en ce temps-là un vif succès et l'Académie impériale refusa de les exposer à l'occasion de son exposition annuelle.
En 1870, Nicolaï retourna à Saint-Pétersburg et changea son thème de travail pour s'intéresser à l'histoire russe. Son tableau Pierre le Grand interroge le tsarévitch Alexis à Peterhof (1871) connut un grand succès, mais d'autres peintures historiques furent considérées comme sans intérêt.
Gay vécut très mal le fait que ses œuvres fussent reçues aussi froidement. Il écrivit qu'un homme devait être destiné aux travaux agricoles et que l'art ne devrait pas être un sujet de marchandise. Il acheta un petit khoutor (une ferme) dans la région de Tchernigov en Ukraine, puis le quitta.

### Le Renouveau
En 1882, il tombe par hasard sur l'article de Léon Tolstoï « Réflexions suscitées par le recensement de Moscou » dans le journal Sovremennye izvestia (Nouvelles Modernes), et son univers bascule. L'artiste y lit quelque chose qui, depuis longtemps, l'habite et attend de se révéler : « … il y aura toujours cette question… à laquelle il vaut la peine de consacrer sa vie… Il s'agit… de détruire les barrières que les hommes ont érigées entre eux, afin que le plaisir des riches ne soit pas troublé par les cris de ceux qui sont déshumanisés, ni par les gémissements de la faim, du froid et de la maladie. » « Comme une étincelle allume une flamme, ces mots m'ont enflammé. J'ai compris que j'avais raison, que mon enfance n'avait pas disparu… Je vais à Moscou pour embrasser ce grand homme et travailler pour lui… Je suis devenu son ami. Tout est clair pour moi maintenant. L'art s'est noyé dans ce qui le dépasse, au-delà de toute mesure. C'était une joie infinie… ». Il  devient un de ses disciple exalté.
Il déclare que chacun avait le droit d'avoir un portrait. Ainsi, il accepta de réaliser des portraits pour tout commanditaire qui pouvait se permettre modestement de le payer. Parmi les portraits célèbres de son temps, on trouve celui de Léon Tolstoï, celui de Mikhaïl Saltykov-Chtchedrine et beaucoup d'autres.

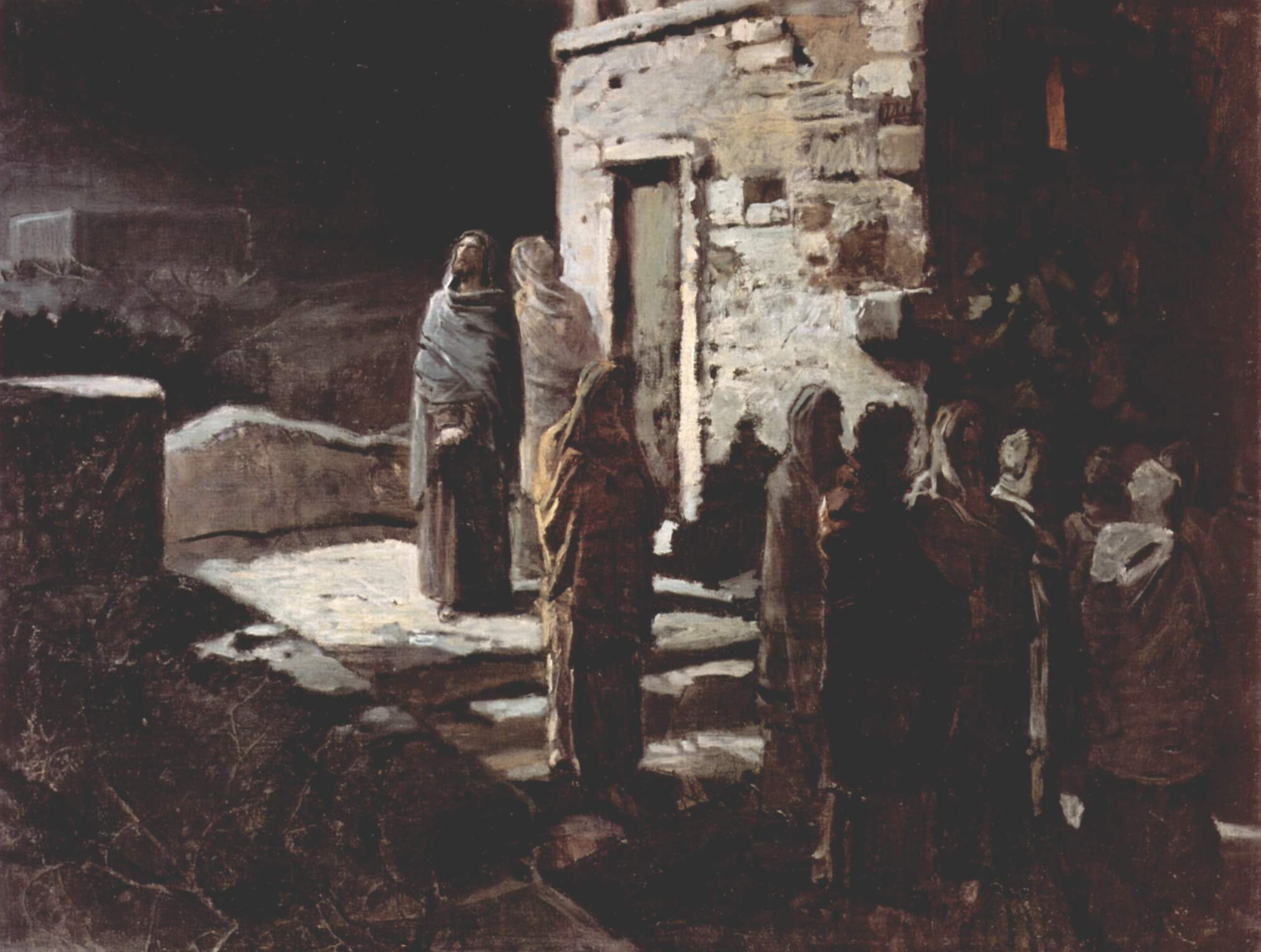
Le Christ et ses disciples, 1888
Galerie Tretiakov, Moscou

Dans les années 1880-1890, il renaît en tant qu'artiste après une longue crise. Son langage artistique est nouveau dans l’art russe de cette époque et il est entièrement seul. Il quitte le classicisme académique pour la douleur et à la passion de ses toiles tragiques du « Cycle de la Passion » centrées sur les derniers jours du martyre du Christ, sur lesquelles il a travaille entre 1884 et 1894. Il rompt avec la tradition séculaire de représenter le Christ comme un être beau, tant d'esprit que de corps.

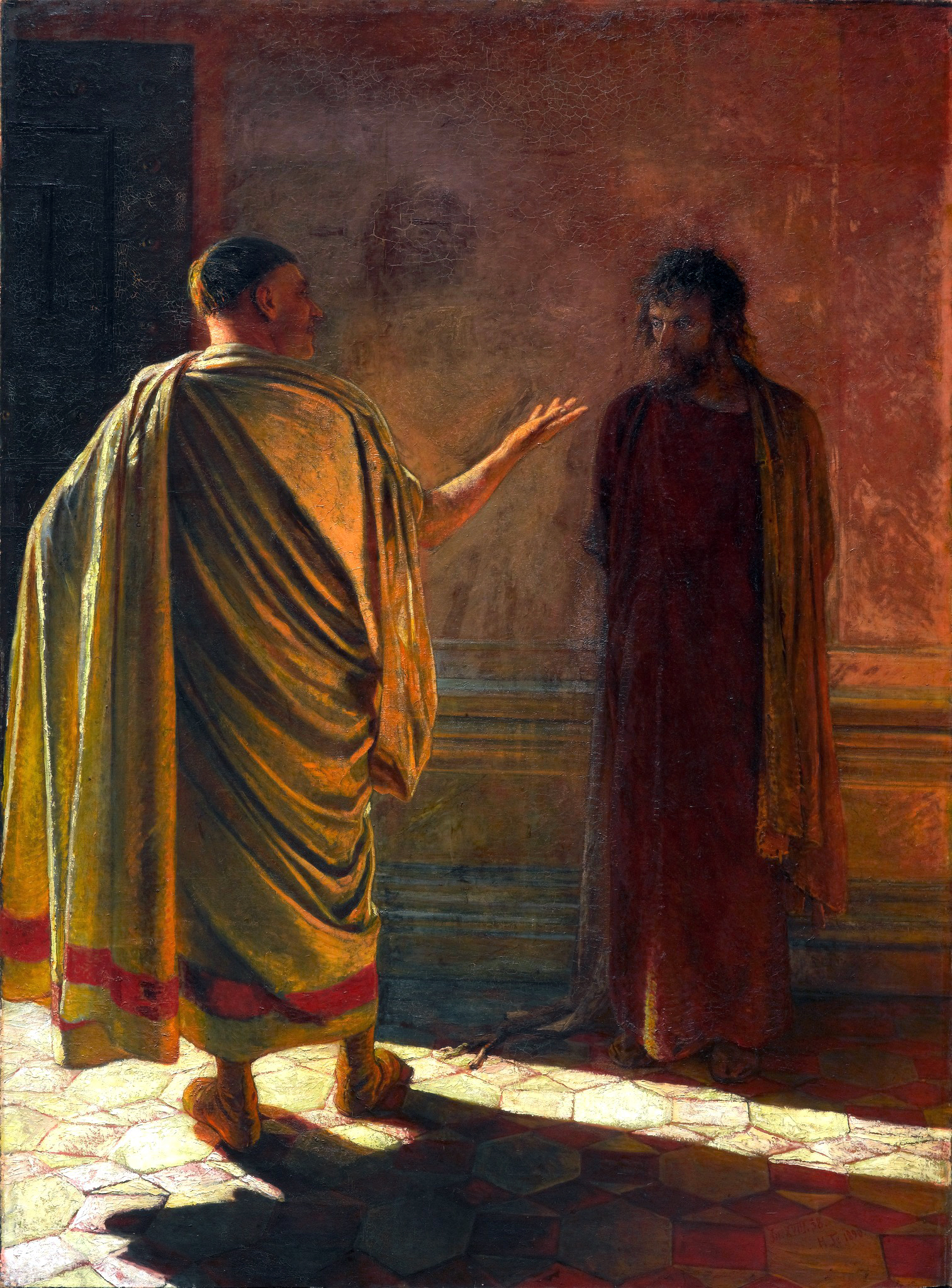
Quid est veritas ? Le Christ et Pilate, 1890
Galerie Tretiakov, Moscou

Ses derniers tableaux ont trait au Nouveau Testament et furent loués par les critiques libéraux de cette époque, comme Vladimir Stasov, tandis que les conservateurs en art, comme Ernest Renan, les critiquaient. Elles furent interdites par les autorités pour blasphème. Quid est Veritas ? Le Christ et Pilate (1890) furent renvoyés des expositions ; Le Jugement du Sanhédrin : Il est Coupable! (1892) ne fut pas admis à l'Académie annuelle d'exposition des Arts ; Le tsar Alexandre III exigea que le Calvaire (Golgotha) ou Crucifixion (réalisée vers 1893), jugée choquante et blasphématoire fût interdite et retirée de la 22e exposition des Ambulants où elle était présentée pour la première fois.

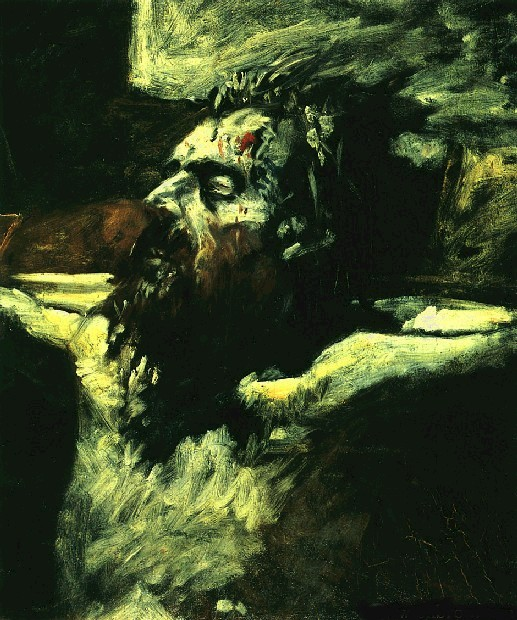
La Tête du Christ, La Crucifixion, 1893
Musée national de peinture de Kiev

Nicolaï Gay mourut dans sa ferme en 1894. Son fils aîné, qui s'appelait également Nikolaï, hérita d'une grande partie de l'œuvre.

## Œuvre
- Portrait d'Alexandre Herzen, 1867, huile sur toile, 79 × 63 cm, Galerie Tretiakov, Moscou[2]
- Pierre le Grand interrogeant le tsarévitch Alexei Petrovich à Peterhof, 1871, huile sur toile, 135 × 173 cm, Galerie Tretiakov, Moscou[7]
- Portrait d'Alexeï Potekhine, 1876, huile sur toile, 107 × 80 cm, Galerie Tretiakov, Moscou[8]
- Portrait de Léon Tolstoï, 1884, huile sur toile, 96 × 71 cm, Galerie Tretiakov, Moscou[3]
- Le Christ et ses disciples sortant au jardin de Gethsémani après la Cène, 1888, huile sur toile, 66 × 86 cm, Galerie Tretiakov, Moscou[4]
- « Qu'est-ce que la vérité ?» Le Christ et Pilate, 1890, huile sur toile, 233 × 171 cm, Galerie Tretiakov, Moscou[6]
- Calvaire (Golgotha), 1893, huile sur toile, 224 × 192 cm, Galerie Tretiakov, Moscou[5]
- Le Calvaire, huile sur toile, 280 × 225 cm, Musée d'Orsay, Paris[9]

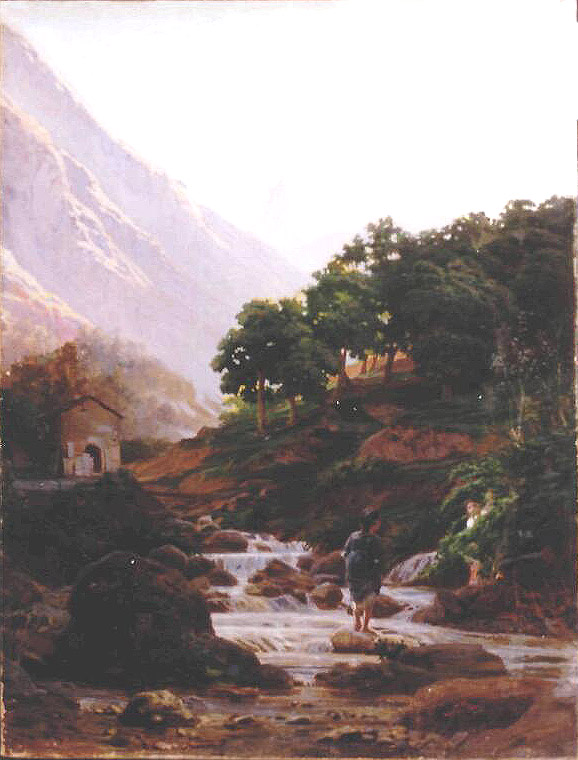
Carrara Musée d'Art de Taganrog
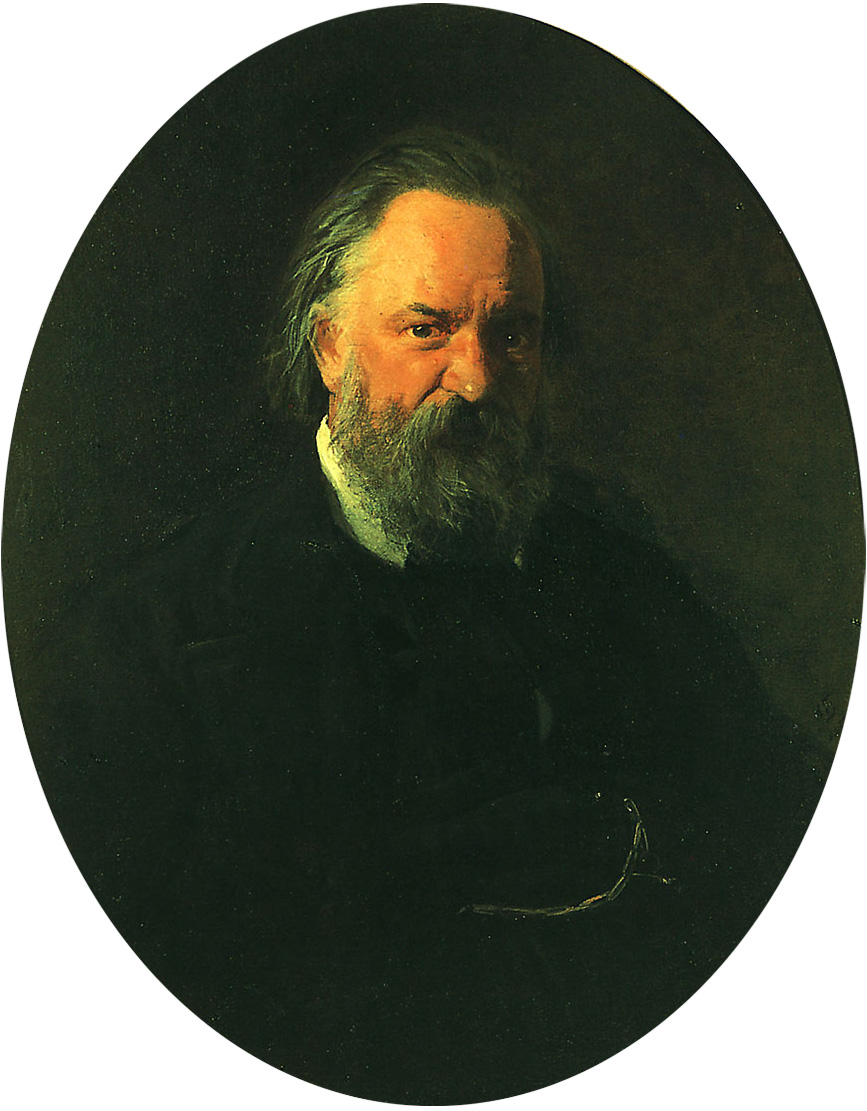
Alexandre Herzen, 1867 Galerie Tretiakov, Moscou
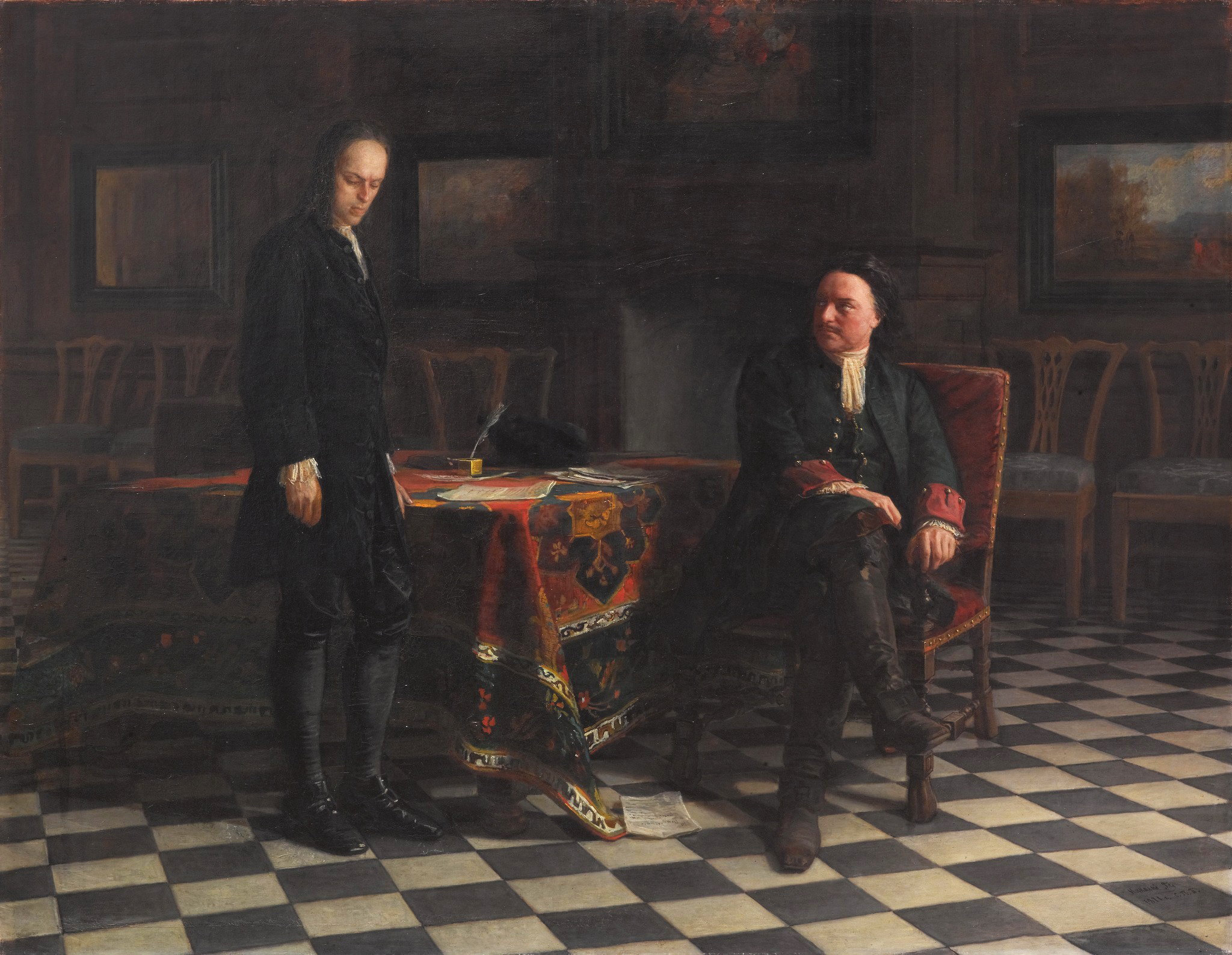
Pierre le Grand interrogeant le tsarévitch Alexis à Peterhof, 1871 Galerie Tretiakov, Moscou
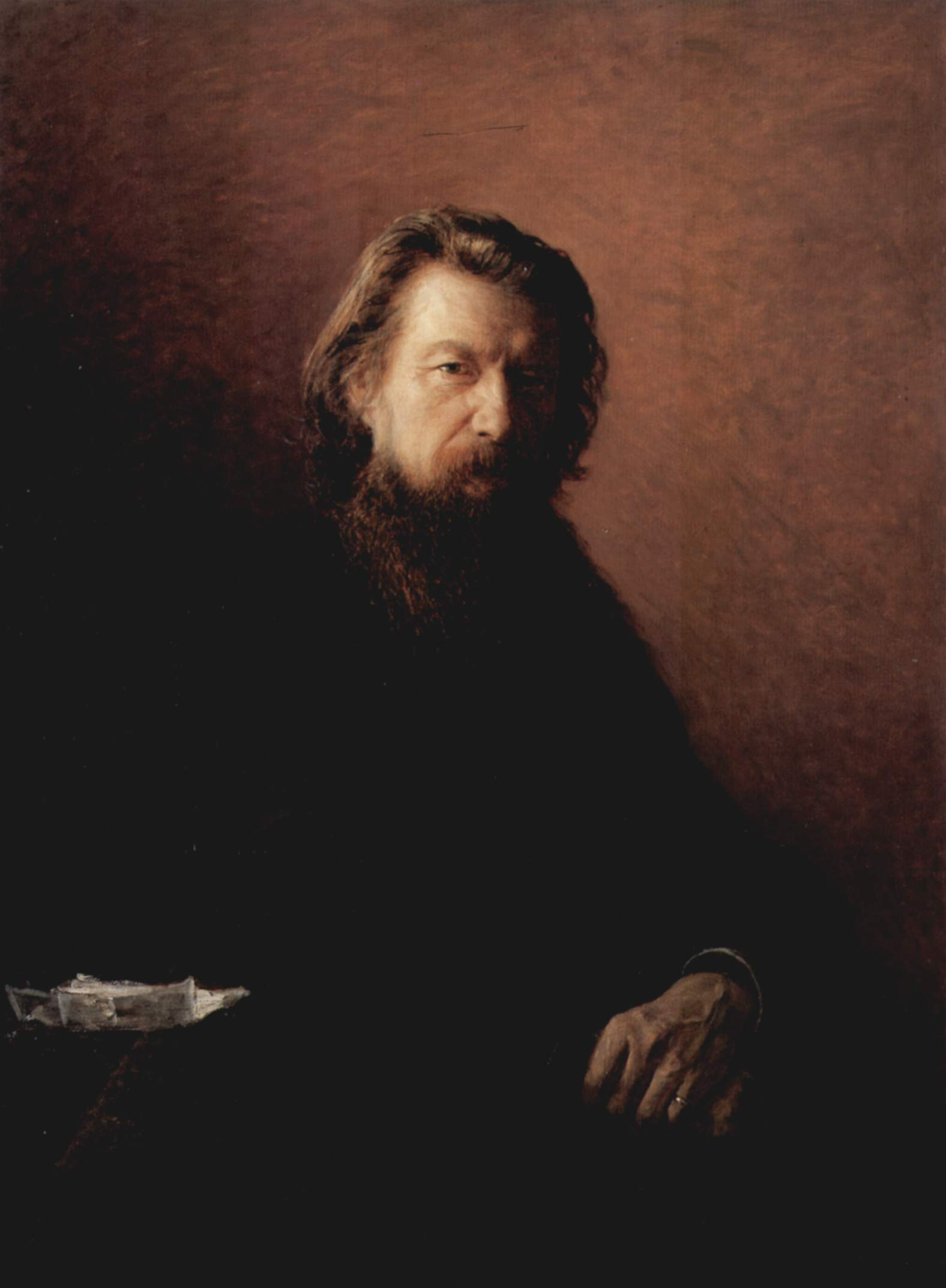
Portrait d'Alexeï Potekhine, 1876 Galerie Tretiakov, Moscou
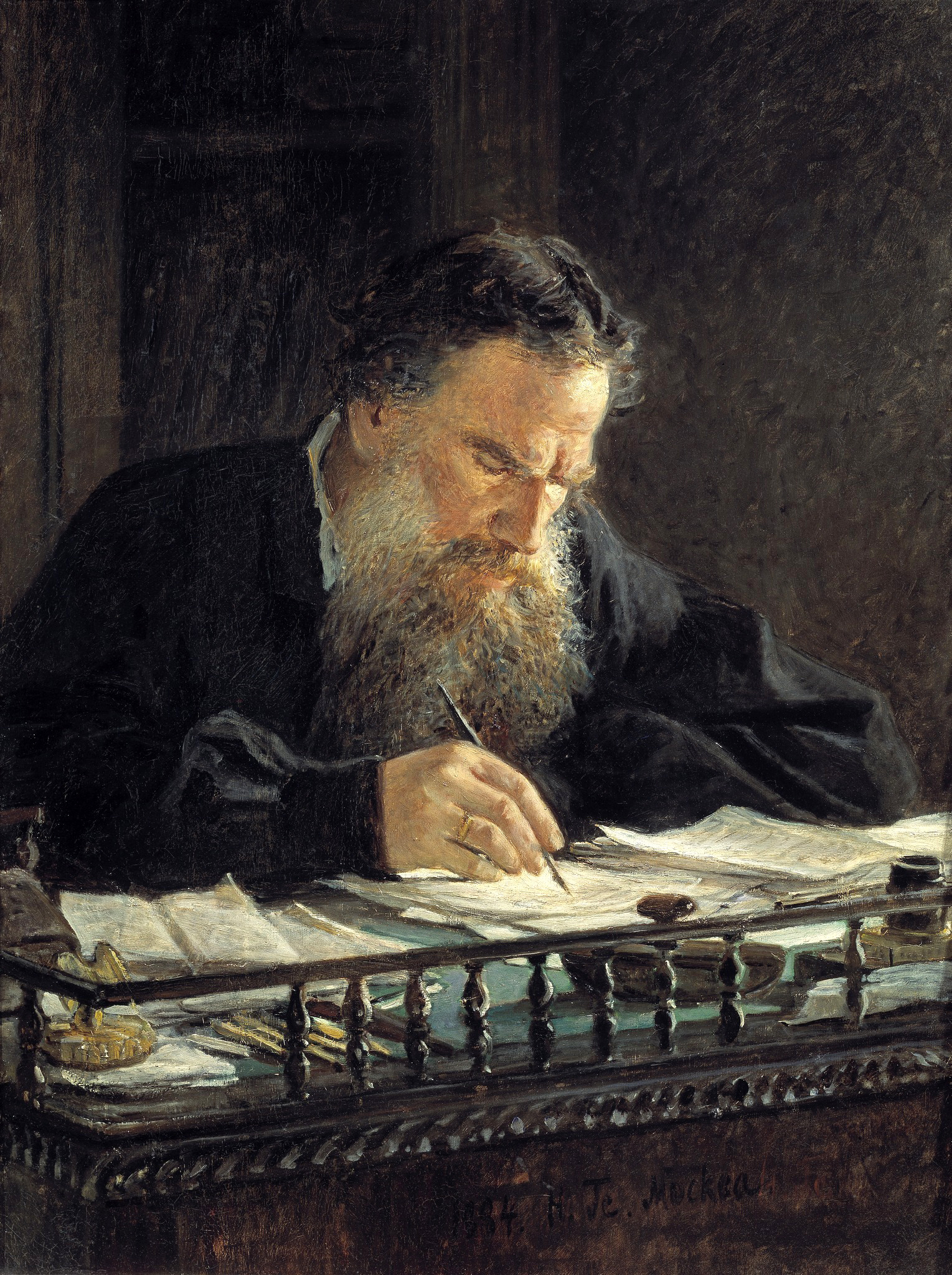
Léon Tolstoï, 1884 Galerie Tretiakov, Moscou
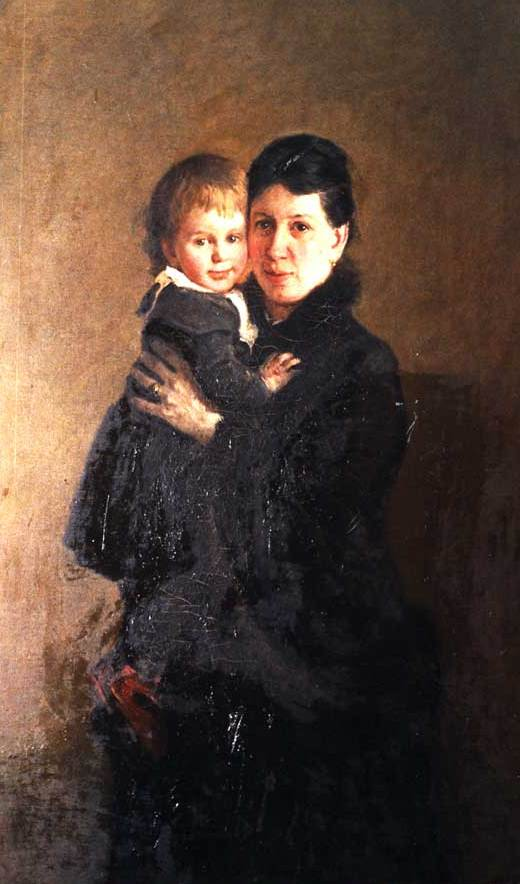
Portrait de la comtesse Tolstoï (épouse de Léon Tolstoï), 1886
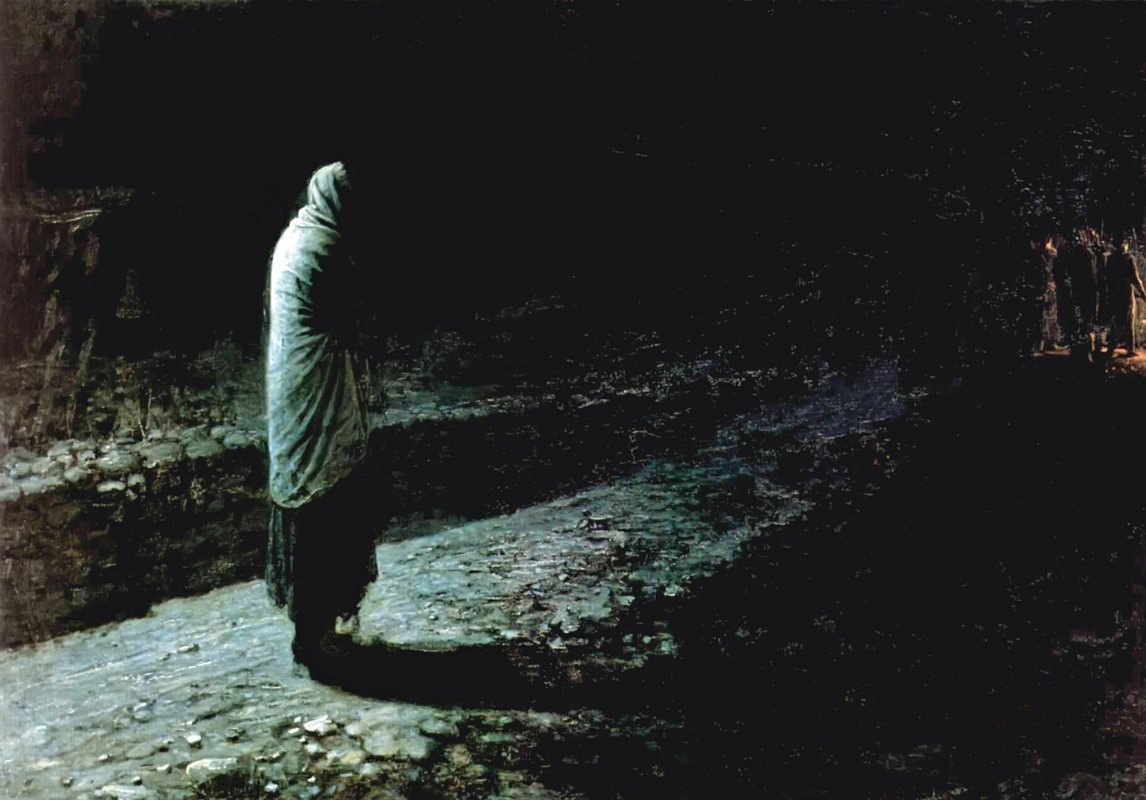
Conscience : Judas, 1891 Galerie Tretiakov, Moscou
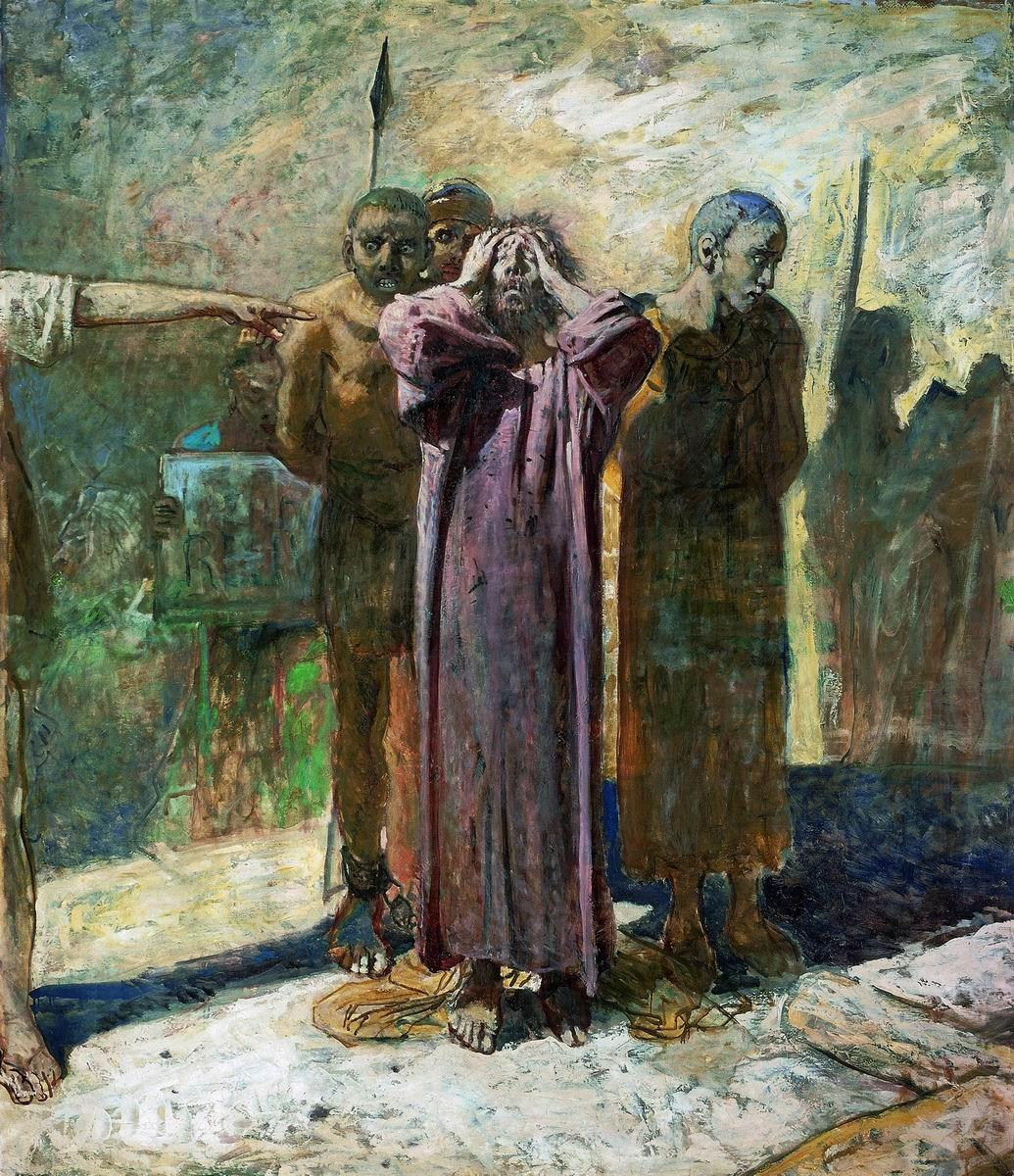
Golgotha, 1893 Galerie Tretiakov, Moscou
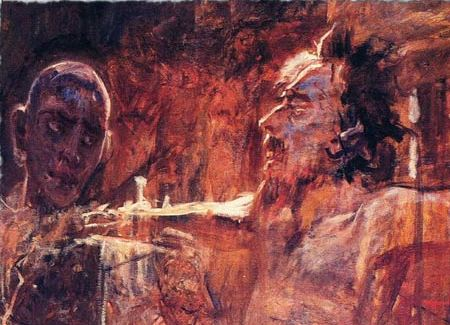
Le Christ et le voleur, 1893

## Postérité
À la fin de sa vie, Nicolaï Gay (fils) légua l'intégralité des travaux de son père à sa bienfaitrice suisse Béatrice de Watteville (en russe : Беатриса де Ваттвилль) en échange d'une rente jusqu'à la fin de sa vie. Elle décéda en 1952, mais personne ne fut en mesure de retrouver les œuvres dans son château. Des esquisses des principales œuvres de N. Gay, ainsi que les illustrations réalisées pour des œuvres de Tolstoï ont été retrouvées par un collectionneur d'art dans une brocante de Genève en 1974.
Ainsi, le destin de beaucoup de ses œuvres reste un mystère.